# 자야 인드라바르만 6세
자야 인드라바르만 6세(Jaya Indravarman VI)는 1254년부터 1257년까지 참파의 왕이었다. “그는 ‘모든 지식의 가지와 다양한 학파의 철학에 정통한’ 매우 평화로운 군주였다.” 그는 조카인:182 인드라바르만 5세에게 암살당했다.:81